# Tell Burak
Koordinaten: 33° 31′ 55″ N, 35° 22′ 37″ O
Tell Burak ist ein etwa 9 km südlich von Sidon gelegener Kulturschutthügel im heutigen Libanon. Er war während der Mittelbronzezeit besiedelt, wurde dann während der Eisenzeit und im osmanischen Reich jeweils neu aufgesucht.

## Erforschung
Die Ausgrabungen des Tell Burak finden seit 2003 unter Leitung Uwe Finkbeiners und Jens Kamlahs (Eberhard-Karls-Universität Tübingen) sowie Hélène Saders (American University of Beirut) statt. Seit 2013 ist weiterhin die Johannes Gutenberg-Universität Mainz beteiligt. Einzelne Teilprojekte werden außerdem durch die Orient-Abteilung des deutschen archäologischen Instituts gefördert.

## Ortsentwicklung

### Mittelbronzezeit
Aus der Mittelbronzezeit stammen die bedeutendsten Befunde von Tell Burak, insbesondere ein Monumentalbau, der als Palast interpretiert wird. Er maß 30 × 40 m und war komplett aus Lehmziegeln errichtet. In ihm konnten neben einem Innenhof, bastionsartige Türme an den Ecken des Gebäudes, ein Küchenraum, ein Repräsentationsraum sowie ein Treppenhaus nachgewiesen werden. Der Bau wurde auf einem künstlich aufgeschütteten Hügel errichtet, dessen Stützmauern ebenfalls nachgewiesen werden konnten. Teile des Palastes waren mit Wandmalereien ausgeschmückt.

### Eisenzeit
Die späteisenzeitliche Besiedlung Tell Buraks existierte vom 8. bis zum 4. Jahrhundert vor Christus und ist den Phöniziern zuzuschreiben. Neben Wohnarchitektur konnte hier auch eine Befestigungsmauer gefunden werden, der in 25 m Entfernung noch eine Vormauer vorgelagert war.

### Osmanisches Reich
Die osmanische Besiedlung bildet die jüngste Siedlungsschicht von Tell Burak und ist schlecht erhalten. Dokumentiert ist sie vor allem durch vereinzelt auftretende Scherben im gesamten Fundareal sowie einige Wohnhäuser auf der Kuppe des Tells. Sie lassen sich grob der spätmittelalterlich-osmanischen Zeit zuordnen.